# Комсомольское (Аркадакский район)
Комсомо́льское — посёлок в Аркадакском районе Саратовской области. Входит в состав Большежуравского сельского поселения.

## Население
| 2010 |
| ---- |
| 29   |

## Уличная сеть
В посёлке имеются две улицы: ул. Новая и ул. Садовая.